# St. Peter (Königswinter)

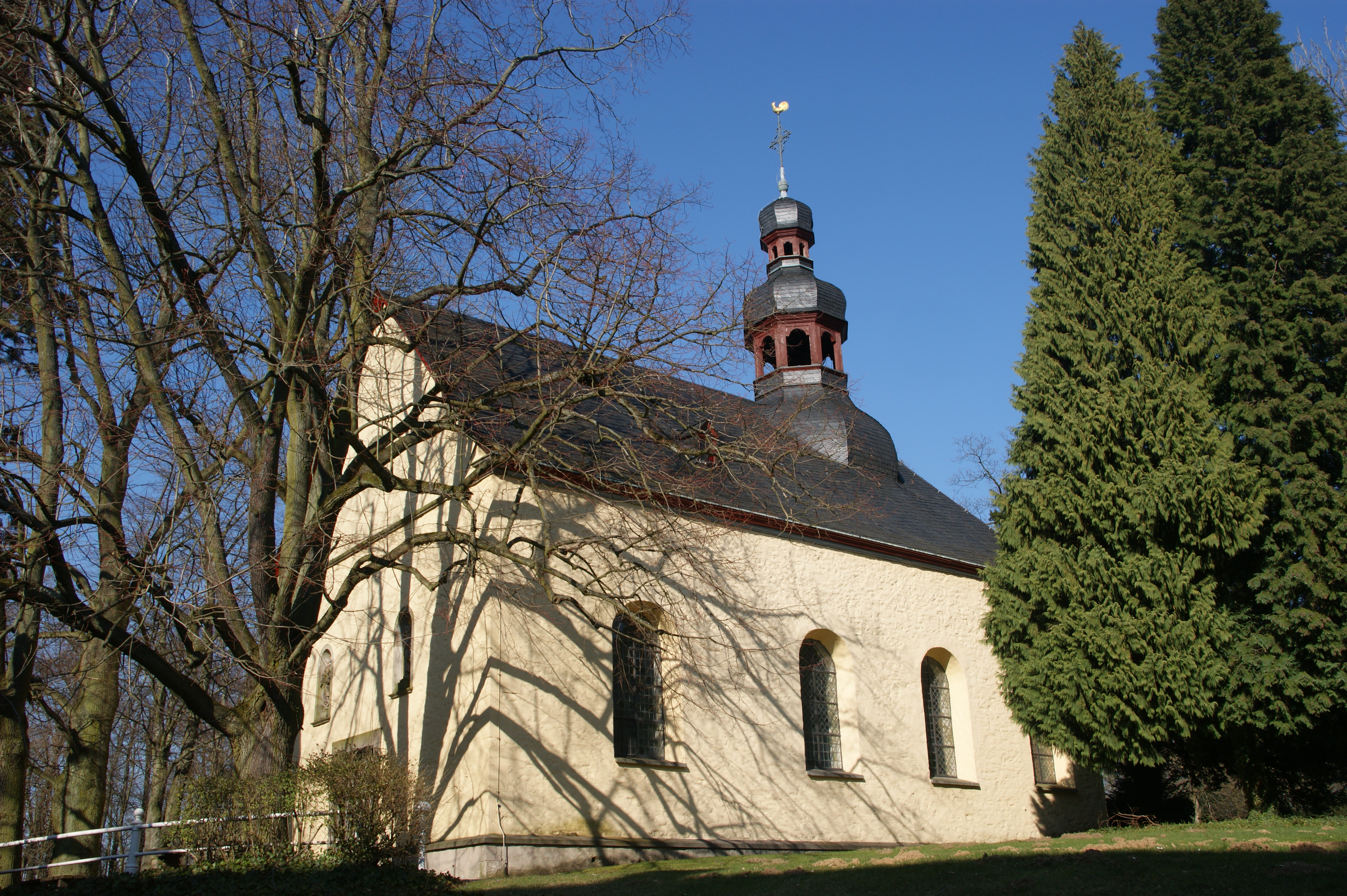
Kapelle auf dem Petersberg

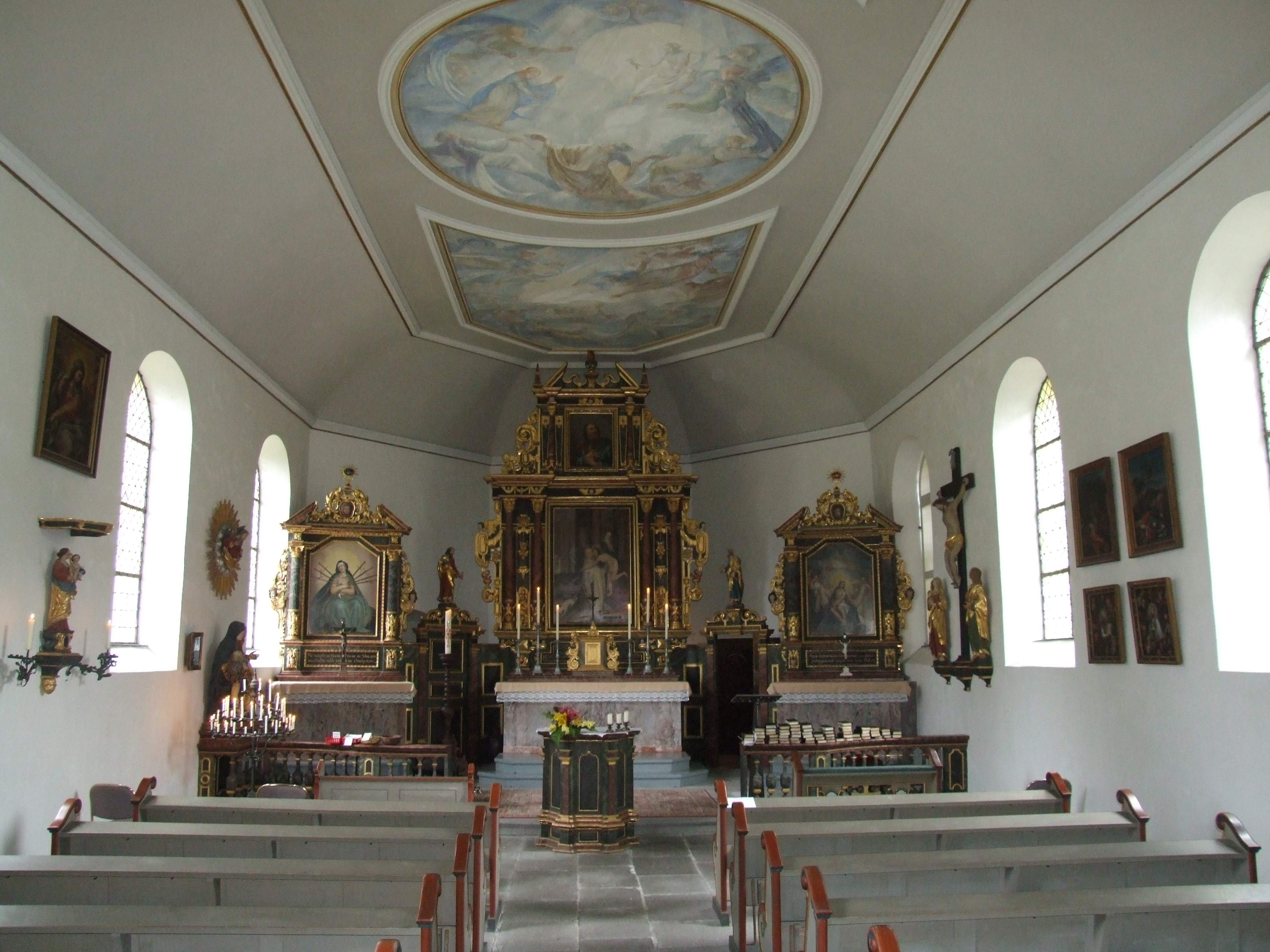
Innenraum

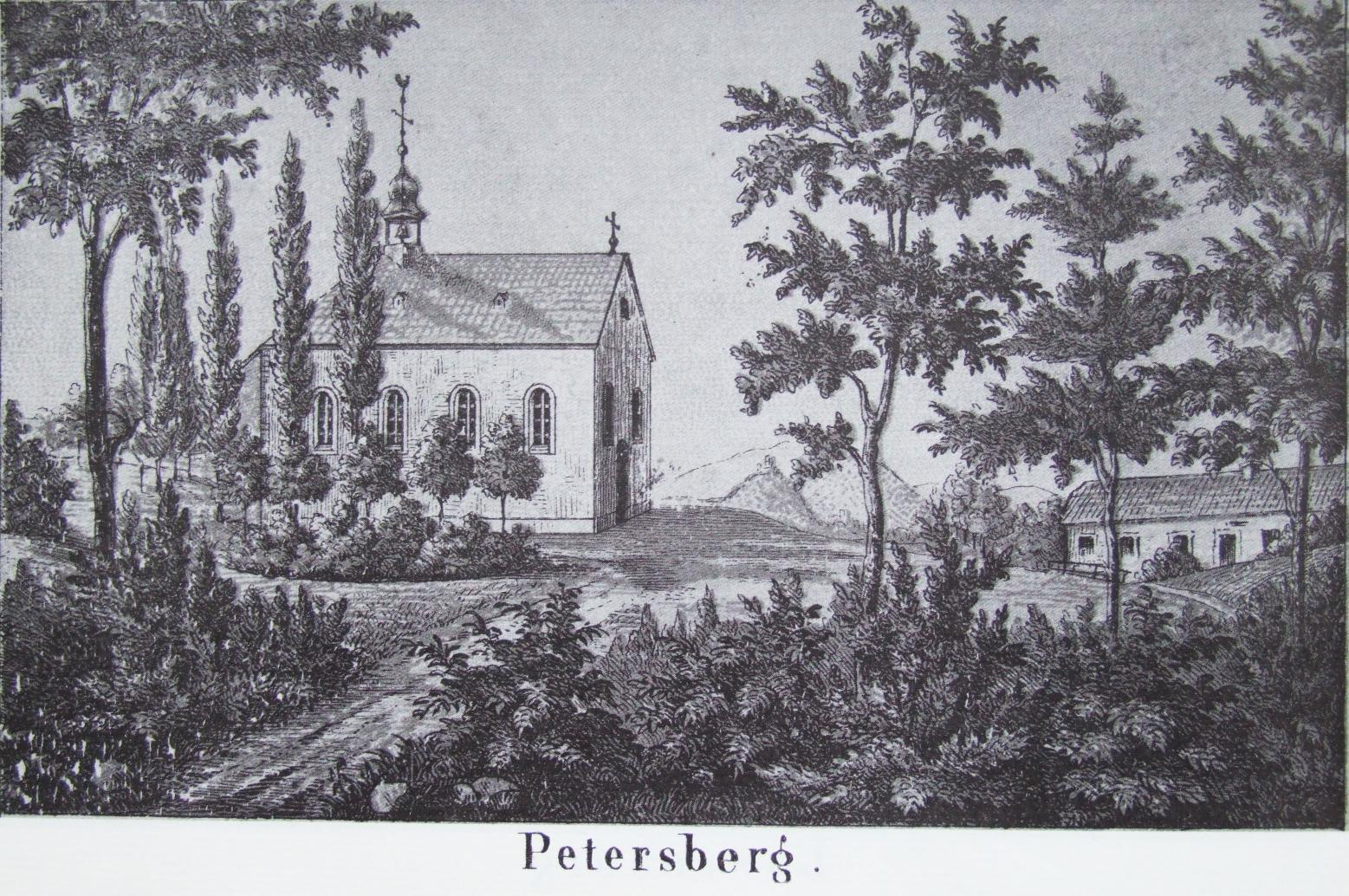
Ansicht der Kapelle um 1870

Die katholische Wallfahrtskapelle St. Peter auf dem Petersberg in Königswinter wurde 1763 errichtet. Sie steht einschließlich einer Grablege am Chor als Baudenkmal unter Denkmalschutz.

## Lage
Die Kapelle liegt auf 334,3 m ü. NHN leicht oberhalb und 25 m östlich des repräsentativen Eingangsbereichs des Grandhotels am Rande einer mit Tannen und Buchen bepflanzten Parkanlage. 50 m östlich befinden sich am höchsten Punkt des Bergs die Überreste einer mittelalterlichen Kirchenanlage.

## Geschichte
Eine erste, dem heiligen Petrus geweihte Wallfahrtskirche auf dem Petersberg ist vermutlich im 14. Jahrhundert entstanden. Aus dem 16. Jahrhundert ist eine Instandsetzung, aus dem Jahr 1566 eine letztmalige urkundliche Erwähnung dieser Kapelle bekannt. Sie bestand vermutlich bis zur Mitte des 18. Jahrhunderts und verlieh der zuvor Stromberg genannten Erhebung ihren Namen. An ihrer Stelle wurde unter dem Heisterbacher Abt Augustin Mengelberg (1748–1763) die heutige barocke Kapelle errichtet. Das Richtfest erfolgte am 28. Juni 1763, am Ostersonntag dem 21. April 1764 wurde der Neubau durch Mengelbergs Nachfolger Hermann Kneusgen geweiht. Die landesherrliche Grenze zwischen dem Herzogtum Berg (Amt Löwenburg) und dem Kurfürstentum Köln (Amt Wolkenburg) verlief, bestätigt durch eine Grenzbegehung 1777, mitten durch die Kapelle.:19 ff. Ursprünglich vier Prozessionswege (davon erhalten der Petersberger Bittweg) führten zur Wallfahrtskapelle auf dem Petersberg.
Die Kapelle gehörte nach Auflösung der Abtei Heisterbach (1803) zur Kirchengemeinde Niederdollendorf. Von 1934/35 bis 1938 wurde sie auf Initiative von Peter Mülhens mit geändertem Dachreiter unter Begleitung des Rheinischen Amts für Denkmalpflege in Bonn restauriert, dabei erhielt sie 1937 auch eine vom Hotel gespeiste Heizung und 1938/39 eine Orgel der Firma Klais.:64–66 1979 ging die Kapelle gemeinsam mit dem Petersberg in den Besitz der Bundesrepublik Deutschland über mit der Verpflichtung, sie für den Gottesdienst zu erhalten. Von Mai bis September findet hier an jedem ersten Sonntag im Monat um 10 Uhr eine Messe statt. 1995 heiratete Michael Schumacher mit seiner Frau Corinna in der Kapelle auf dem Petersberg.
Im Frühjahr 2013 begann eine Sanierung der Kapelle, im Zuge derer unter anderem die Friedhofsmauer an der Rückseite neu aufgebaut werden sollte.

## Gebäude
Die Kapelle ist ein verputzter Saalbau mit barockem Dachreiter und dreiseitigem Chorabschluss. An den Längsseiten befinden sich vier Rundbogenfenster, an der westlichen Außenwand sind zwei Rundbogennischen mit je einer Petrus- und Mariafigur eingelassen. Die Innenausstattung ist weitgehend im ursprünglichen Zustand erhalten und teilweise dem Vorgängerbau übernommen, zu ihr gehört eine 1937/38 ausgemalte Spiegeldecke. Ehemals verfügte die Kapelle als Besonderheit über eine fahrbare Kanzel, die zur wartenden Menge gerollt werden konnte.

## Orgel
Erstaunlicherweise enthält die Kapelle eine recht große Orgel, die im Jahre 1938 von der Firma Johannes Klais Orgelbau (Opus 919) erbaut wurde. Das gesamte Pfeifenwerk, welches vornehmlich aus Kupfer besteht, ist für den Kirchenbesucher nicht sichtbar hinter den Altären versteckt. Der freistehende Spieltisch befindet sich rechts neben dem Eingang und bedient das Pfeifenwerk mittels elektrischer Trakturen. Hier bediente man sich der seinerzeit modernen Kegellade, wodurch auch eine Vielzahl von Spielhilfen möglich ist.
Die Orgel hat 24 Register auf zwei Manualen und Pedal mit folgender Disposition:
| I Hauptwerk C–g3 |            |       |
| 1.               | Holzflöte  | 8′    |
| 2.               | Salicional | 8′    |
| 3.               | Prinzipal  | 4′    |
| 4.               | Rohrflöte  | 4′    |
| 5.               | Waldflöte  | 2′    |
| 6.               | Nasard     | 1 ⁄3′ |
| 7.               | Mixtur IV  |       |
| 8.               | Schalmey   | 8′    |

| II Schwellwerk C–g3 |                  |       |
| 9.                  | Lieblich Gedackt | 8′    |
| 10.                 | Gemshorn         | 8′    |
| 11.                 | Blockflöte       | 4′    |
| 12.                 | Prinzipal        | 2′    |
| 13.                 | Nachthorn        | 1′    |
| 14.                 | Sesquialter II   | 2 ⁄3′ |
| 15.                 | Scharff III-IV   |       |
| 18.                 | Krummhorn        | 8′    |

| Pedal C–f1 |               |     |
| 19.        | Subbass       | 16′ |
| 20.        | Prinzipalbass | 8′  |
| 21.        | Gedacktbass   | 8′  |
| 22.        | Choralbass    | 4′  |
| 23.        | Flachflöte    | 2′  |
| 24.        | Dulcian       | 16′ |

- Koppeln: II/I, Sub II/I, I/P, II/P, Koppeln-Werke ab
- Spielhilfen: 2 freie Kombinationen, eine freie Pedalkombination, Handregister, Zungenabsteller, Tutti, Auslöser, Tremulant